# LifeAct
LifeAct — это специфический краситель, который связывается и окрашивает филаменты актина (F-актин) в эукариотических клетках. Он представляет собой рекомбинантный белок состоящий из 17 аминокислотных остатков актин-связывающего белка Abp 140 генетически объединённых с флуоресцентным белком.
Краситель является зарегистрированным товарным знаком компании ibidi GmbH . Существует несколько вариантов красителя, которые используются в зависимости от типа клеток, метода и цели анализа.

## Варианты
- LifeAct плазмида
- LifeAct мРНК
- LifeAct аденовирус
- LifeAct лентивирус
- LifeAct белок

## Принцип действия
LifeAct состоит из двух частей. Это часть представляющая собой первые 17 аминокислот актин-связывающего белка Abp 140 из пекарских дрожжей (Saccharomyces cerevisiae) благодаря которой LifeAct распознаёт и связывается с филаментами актина. И часть представляющая собой флуоресцентный маркер — зелёный флуоресцентный белок (ЗФБ) из медузы Aequorea victoria, или красный флуоресцентный белок (КФБ) из кораллов Discosoma с помощью которой можно детектировать краситель под микроскопом. Эти две части генетически объединены друг с другом. Ген LifeAct вводится в исследуемые эукариотические клетки методом трансфекции (используя LifeAct плазмиду) или трансдукции (используя LifeAct аденовирус или LifeAct лентивирус) и затем гибридный белок LifeAct эспрессируется в клетках. Он связывается с филаментами актина живых или фиксированных клеток, и флуоресцирует, что позволяет визуализировать клеточную динамику под микроскопом. Клетки синтезируют LifeAct за короткий промежуток времени, что делает его хорошим маркером in vivo.

## Применения в биомедицинских исследованиях
Красители LifeAct широко используются в качестве маркеров для визуализации F-актина в биологических исследованиях. Например, LifeAct использовали для визуализации миграции пограничных клеток в яичниках мух Drosophila, чтобы определить, как клетки перемещаются во время эмбрионального развития и рака. Также LifeAct применяли в исследованиях касающихся деградации актинового цитоскелета в ходе старения и визуализировали пространственную организацию цитоскелета как функцию возраста. Для этих опытов использовали трансгенные линии, которые экспрессировали краситель LifeAct в различных тканях нематод C. Elegans.